# Maison des Cloches (Pontevedra)
La Maison des Cloches est l'un des trois édifices les plus anciens de la ville de Pontevedra en Espagne, et peut-être le plus ancien des bâtiments civils. Elle est située dans la rue Don Filiberto, au numéro 11, dans la vieille ville.

## Histoire
En raison du manque de documentation, ses origines ne sont pas claires, mais elle est censée appartenir au Moyen Âge tardif si on tient compte des armoiries de la façade et le style des portes. Ces armoiries la relient à la lignée de la famille García Camba ou plus probablement à celle des Puga, seigneurs de Regodeigón à Ribadavia.
La première référence existante à la Maison des Cloches date de 1587. À cette époque, l'édifice se trouvait près de l'église Saint-Barthélemy l'Ancien, qui pour des raisons inconnues n'avait pas de cloche. Pour cette raison, le carillon de la maison des Puga était utilisé pour appeler les paroissiens, qui à l'époque appartenait déjà aux moines bénédictins du monastère Saint-Sauveur de Lérez. Les moines ont également utilisé la Maison des Cloches comme cave à vin, où ils pouvaient stocker environ 12 000 litres.
Plus tard, dans les années d'après-guerre, la maison était connue sous le nom de Bar Pitillo car au rez-de-chaussée, il y avait un établissement où on offrait aux clients du tabac. Dans les années 1980, l'édifice était en mauvais état jusqu'à ce qu'il soit acquis par la municipalité en 2000 dans le but de le rénover. Après une soigneuse rénovation il a ouvert ses portes en 2003.
La Maison des Cloches est depuis 2006 le siège du rectorat de l'université. La maison accueille également des conférences, des expositions, des cours, des ateliers ou des présentations de livres,. En 2017, environ 380 événements y ont eu lieu. En été surtout, la Maison des Cloches devient un lieu de visite pour les touristes.

## Description
C'est un édifice de style gothique tardif dont la paternité peut être attribuée à un maître qui a travaillé à la construction de la basilique Sainte-Marie-Majeure.
À l'extérieur la maison conserve la façade du XVe siècle avec deux arcs en accolade au-dessus des portes. Les deux fenêtres du premier étage ont des impostes inférieures et supérieures pour installer les volets coulissants, une caractéristique  typique de l'architecture du XVIe siècle, ainsi que les boules de pierre qui décorent la corniche. Entre les fenêtres du premier étage se trouvent deux blasons sculptés en pierre, le plus petit avec les armes de la famille Puga (éperons et chaudrons) et le plus grand avec un héron, typique des armes de la famille García-Camba.
À l'intérieur, dans les 1 400 mètres carrés du bâtiment, la pierre, le bois presque noir rappelant les galions et le verre coexistent dans une rénovation soignée qui donne une touche moderne. Ce siège de l'université dispose d'un hall d'entrée ou  hall d'exposition au rez-de-chaussée, d'une salle de bureaux, d'une salle de technologie, d'une salle de conférences et de bureaux pour le recteur, les directeurs de secteur et de Nouveaux Cinémas aux deux étages supérieurs.

## Légende
Au cours des XIXe siècle et XXe siècle, la rumeur disait que le trésor de Benito Soto, le pirate de Pontevedra, était caché dans la maison. Benito Soto a été le dernier pirate de l'Atlantique, l'homme qui, dit-on, a inspiré le poète José de Espronceda (1808-1842) pour son poème "Chanson du pirate": Bateau pirate qu'on appelle, en raison de sa bravoure, le Craint.

## Galerie d'images

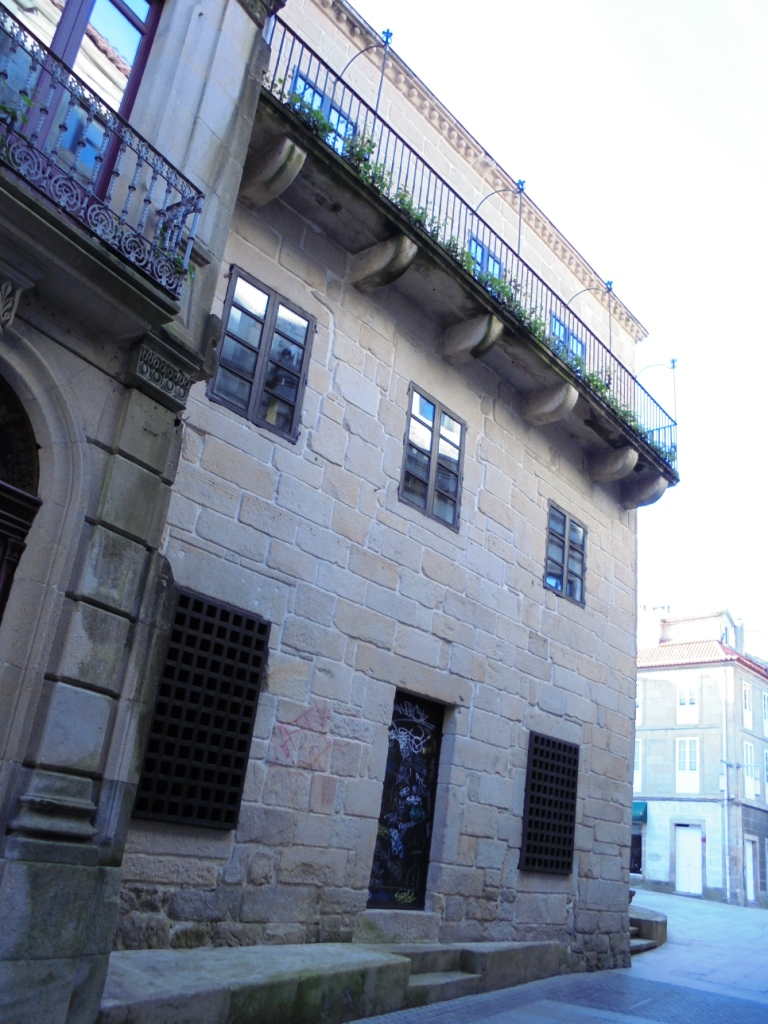
Côté de la maison avec son balcon au deuxième étage
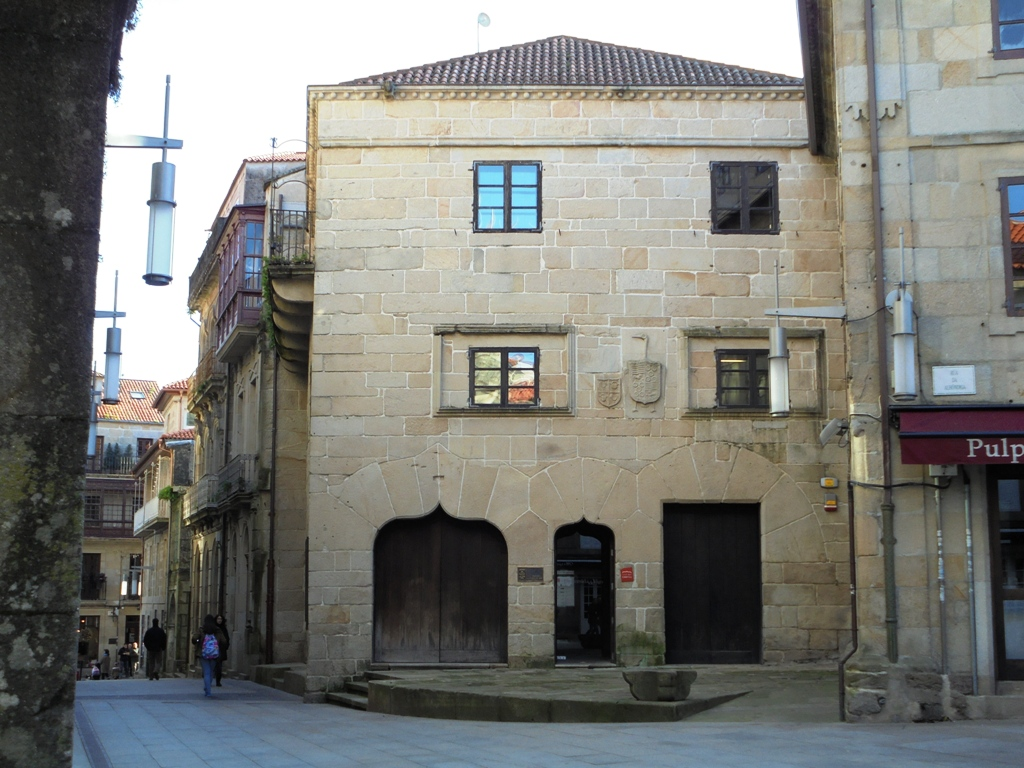
Façade Rue Don Filiberto
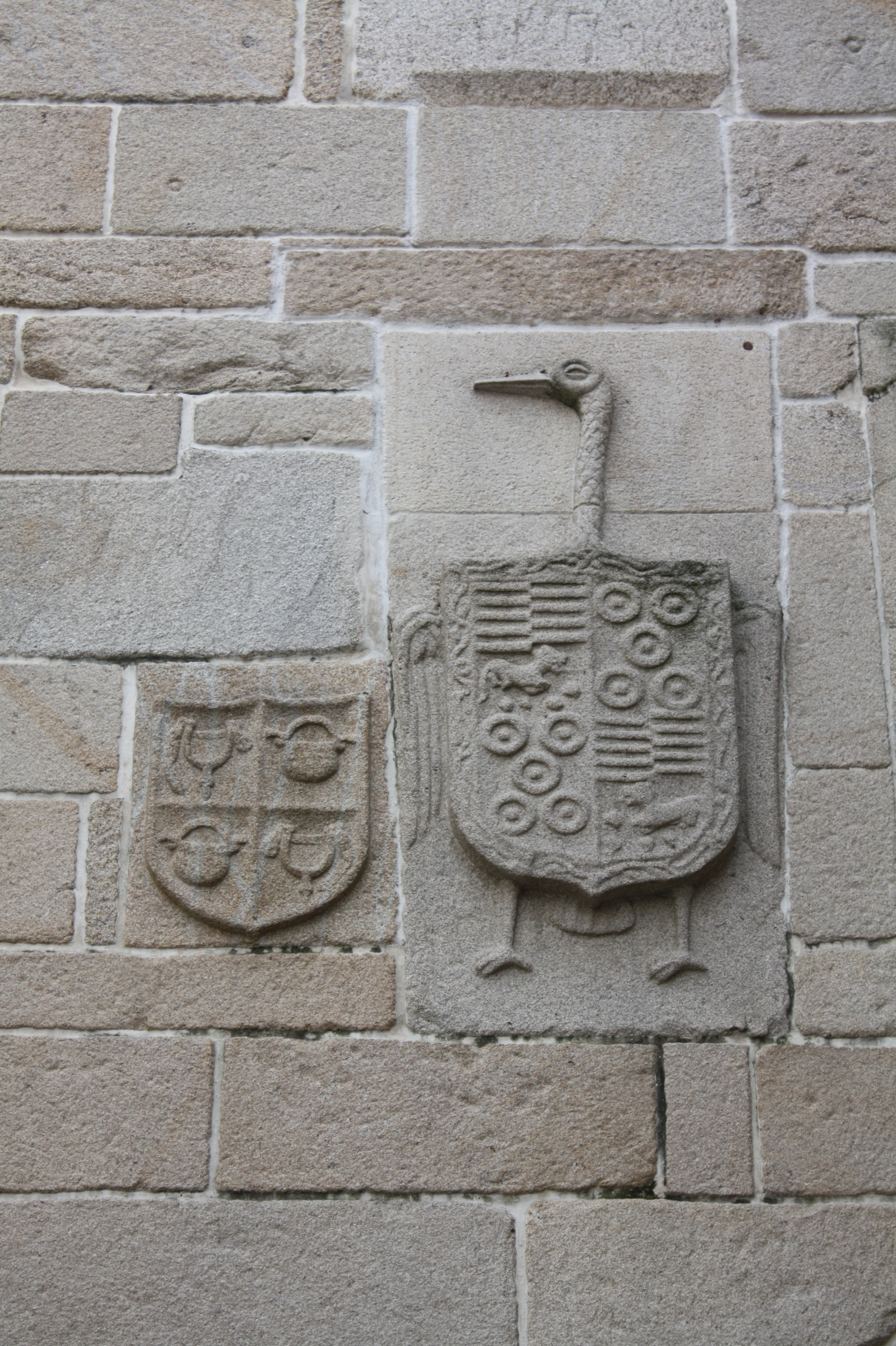
Armoiries des Puga et des García-Camba sur la façade
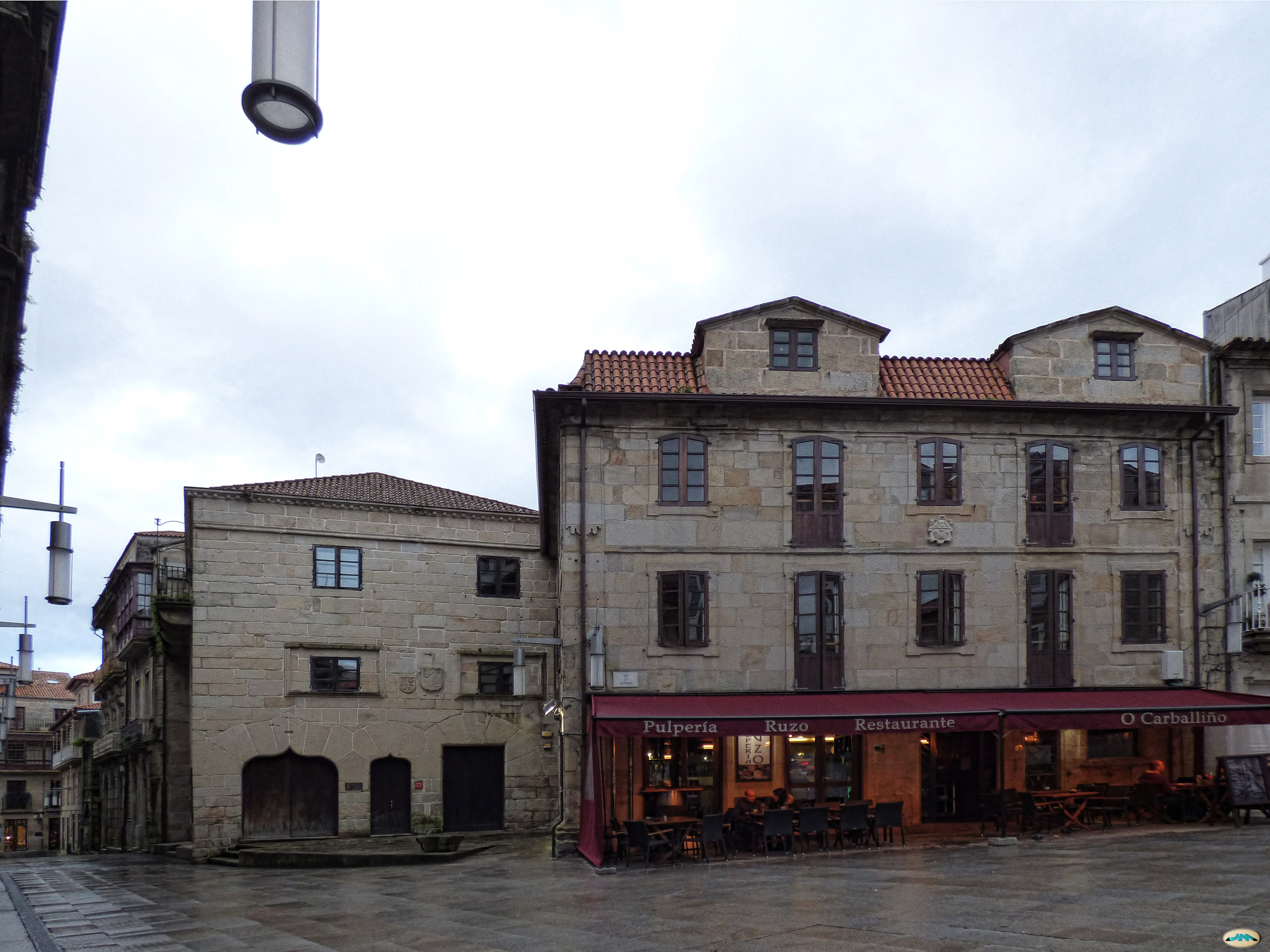
Vieille ville de Pontevedra
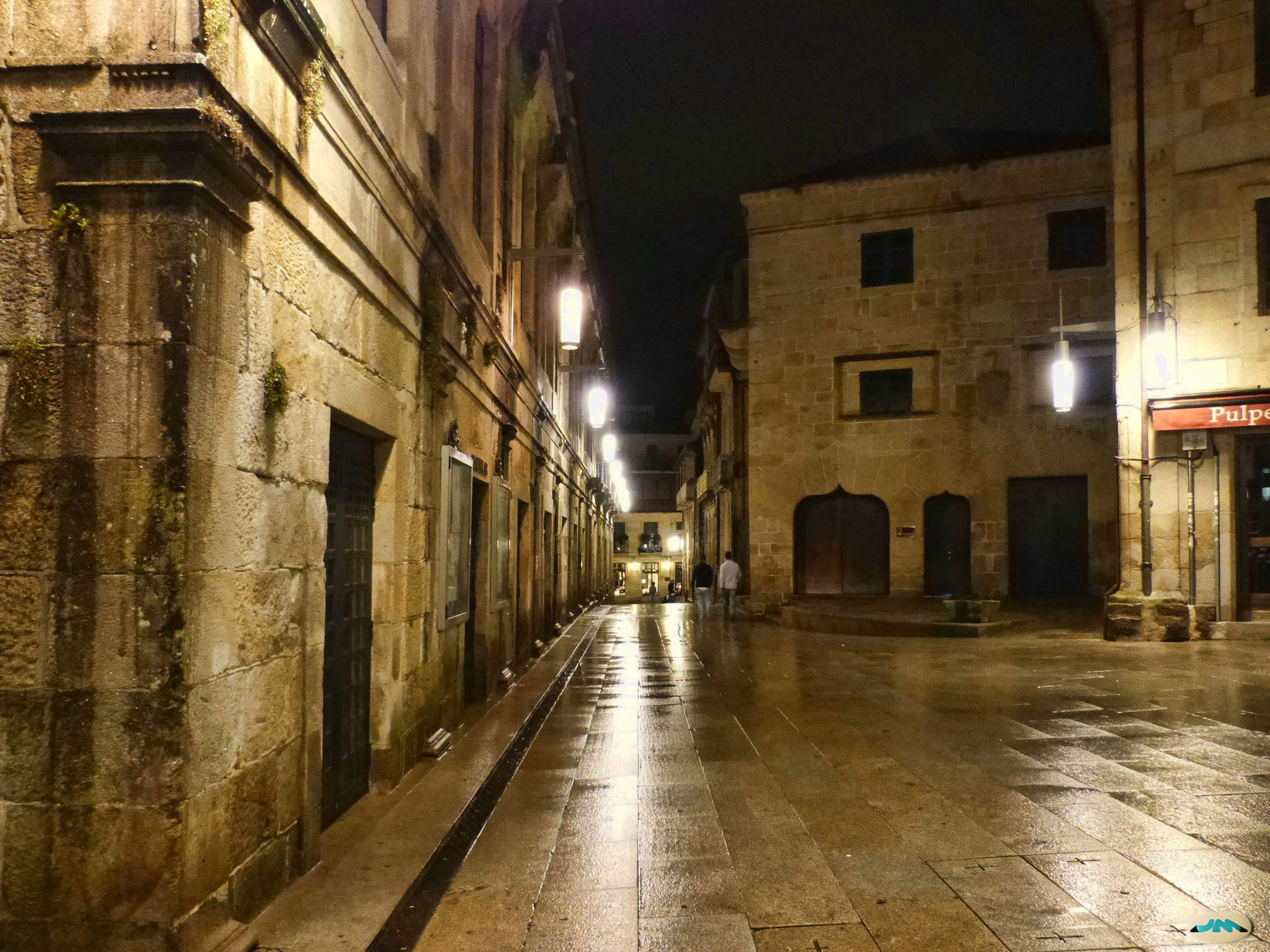
Rue Don Filiberto